# Коеналиев, Туруспек Кармышевич
Туруспек Кармышевич Коеналиев (род. 28 октября 1962, совхоз им. Стрельниковой, Аламединский район) — киргизский государственный деятель, Экс-управляющий Делами Президента и Правительства Кыргызской Республики.

## Биография
Туруспек Коеналиев родился в 1962 году в совхозе им. Стрельниковой (ныне — Аламудунского района Чуйской области).
Свою трудовую деятельность начал в 1984 году. Служил в армии.
В 1990 году получил высшее образование, закончив Киргизский государственный университет, по специальности филолог-преподаватель английского языка и литературы. После окончания университета работал сначала преподавателем, а потом и старшим преподавателем на кафедре истории зарубежной литературы Киргизского государственного университета.

### Государственная деятельность
1992—1993 — переводчик аппарата Чуйской облгосадминистрации.
1993—1998 — Помощник Премьер-Министра Кыргызской Республики, Советник Премьер-Министра Кыргызской Республики.
1998—1999 — Заместитель Директора Департамента Экономической и Инвестиционной Деятельности мэрии г. Бишкек.
1999—2002 — Первый Секретарь Посольства Кыргызской Республики в ФРГ, Генеральный консул Кыргызской Республики в городе Франкфурт-на-Майне.
2002—2004 — Первый заместитель генерального директора АООТ страховой компании «Альянс Азия Вест».
2004—2005 — Руководитель Аппарата Государственного Агентства Информационных Ресурсов и Технологий.
2005—2007 — Руководитель Аппарата Премьер-Министра Кыргызстана в ранге министра.
2007—2009 — Директор Государственного Агентства Информационных Ресурсов и Технологий (ГАИРТ).
2009—2010 — Заместителем Председателя Государственной Патентной Службы Кыргызстана.
2010 — Советник Председателя Государственной Патентной Службы Кыргызстана.
С апреля по сентябрь 2010 года — исполняющий обязанности Управляющего Делами Президента Кыргызской Республики.
С сентября 2010-2018 года — Управляющий Делами Президента и Правительства Кыргызской Республики

### Классный чин и воинское звание
Классный чин — государственный советник государственной службы II класса.
Воинское звание — генерал-майор.

### Спорт
Мастер спорта СССР по самбо и вольной борьбе, владеет дзюдо. Является вице-президентом федерации самбо КР.

## Награды
- Грамота Содружества Независимых Государств (17 июля 2017 года, Совет глав государств СНГ) — за активную работу по укреплению и развитию Содружества Независимых Государств[5].